# 蘇卡奇 (舊維日夫卡區)
51°24′57″N 24°12′7″E / 51.41583°N 24.20194°E
蘇卡奇（烏克蘭語：Сукачі），是烏克蘭的村落，位於該國西部沃倫州，由科韋利區負責管轄，面積0.85平方公里，海拔高度191米，2001年人口327，人口密度每平方公里383.35人。